# La zona
La zona és una pel·lícula de producció argentina, mexicana i espanyola dirigida per Rodrigo Plá, estrenada el 2007.
La trama gira entorn de la vida en un barri tancat, i un fet delictiu que canvia per sempre als membres de la comunitat que allà hi viuen. Tant la pel·lícula com el guió i les actuacions han merescut nombroses nominacions i premis.

## Argument
L'argument de la història gira al voltant d'una urbanització tancada. Mostra un entorn hostil plé de lladres. La pel·lícula analitza les conseqüències que tenen certes accions en aquest ambient, tant per als lladres com per als residents. També tracta la lluita de classes a Mèxic.

## Repartiment
- Daniel Giménez Cacho: Daniel
- Maribel Verdú: Mariana
- Alan Chávez: Miguel
- Daniel Tovar: Alejandro
- Carlos Bardem: Gerardo
- Marina de Tavira: Andrea
- Mario Zaragoza: Comandant Rigoberto
- Andrés Montiel: Diego
- Blanca Guerra: Lucía

## Producció

### Origen de la pel·lícula
La idea original és de l'escriptora Laura Santullo, la dona de Rodrigo Pla, que la va desenvolupar al conte ‘'La Zona’’, publicat al llibre ‘'El otro lado'’, juntament amb altres que tracten sobre els temes de la vigília i l'oníric, la salut i la malaltia. El conte, segons Pla, reflexiona sobre la polarització social, i la idea va sorgir com una inquietud davant del creixement al món de la fractura entre classes socials. És un conte que té molta trama, amb diverses escenes d'acció com els tirotejos o l'assalt, cosa que va permetre al director encarar un film de gènere policial però que tingués alguna cosa més, “que fos entretinguda, que atrapés i que alhora fes pensar, que fes reflexionar.”

## Premis i nominacions

### Nominacions
- 2008. Goya al millor guió adaptat per Laura Santullo